# Jacques Martin Vaskou
Pour les articles homonymes, voir Jacques Martin.
Jacques Martin Vaskou, né le 30 juillet 1948 à Lyon et mort le 24 mai 2001 dans le 16e arrondissement de Paris, est un universitaire français, fondateur de l'Union bouddhiste de France en 1986.

## Biographie
Il naît à Lyon. Il est professeur de physique à l'Université de technologie de Compiègne.
Au début des années 1980, il devient disciple du maître Ngawang Kunga Tegchen Palbar, alors Sakya Trizin, patriarche de la lignée des Sakyapa du bouddhisme tibétain. Il est spécialiste du bouddhisme Theravāda, dit du « Petit véhicule », historien, philosophe et se passionne pour la bioéthique.
En juin 1986, il fonde l'Union bouddhiste de France (UBF), avec le juriste Bernard Lebeau. Elle rassemble à sa mort 80% des pagodes, centres et instituts représentant les différentes tendances du bouddhisme implantées sur le sol français. En 1987, l'UBF obtient deux sièges d'administrateurs aux Caisses d'assurance vieillesse, invalidité et maladie des cultes. La première congrégation religieuse bouddhiste est reconnue légalement en 1988.
Il met l'accent sur une forme de normalisation du bouddhisme, notamment en constituant des commissions bioéthiques. 
Le 5 janvier 1997, l'UBF créé Voix bouddhistes, une émission télévisée sur le bouddhisme, le dimanche matin sur France 2. Jacques Martin Vaskou en est le producteur,.
Il meurt le 20 mai 2001 d'une crise cardiaque, à cinquante-deux ans. Le même jour meurt le cofondateur et secrétaire de l'UBF, Bernard Lebeau à l'âge de soixante-seize ans, des suites d'une longue maladie,.

## Ouvrages
- Jacques Martin, Introduction au bouddhisme, Paris, Éd. du Cerf, 1989, 144 p. (ISBN 2-204-03027-9)